# Третьяков, Валерий Степанович
Валерий Степа́нович Третьяко́в (24 декабря 1941, Сызрань, Куйбышевская область — ?) — советский и российский военный деятель, генерал-полковник. Командующий войсками Забайкальского военного округа (1991—1996), начальник Военной академии Генерального штаба Вооруженных Сил Российской Федерации (1996—1999).

## Биография
Родился 24 декабря 1941 года в городе Сызрань Куйбышевской области.
Окончил Ташкентское высшее общевойсковое командное училище имени В. И. Ленина с отличием (1960—1963), Военную академию имени М. В. Фрунзе с отличием (1969—1972), Военную академию Генерального штаба Вооружённых Сил имени К. Е. Ворошилова (1983—1985), Высшие академические курсы при Военной академии Генерального штаба Вооружённых Сил имени К. Е. Ворошилова (1991).
Службу проходил командиром взвода, командиром роты, начальником штаба батальона в Туркестанском военном округе (1963—1969), начальником штаба (1972—1975) и командиром (1975—1977) 239-го мотострелкового полка 21-й мотострелковой Таганрогской мотострелковой дивизии в Группе советских войск в Германии, начальником штаба (1977—1979) и командиром (1979—1983) 72-й гвардейской мотострелковой Красноградской дивизии в Киевском военном округе, начальником штаба 39-й общевойсковой армии в Забайкальском военном округе (1985—1987), командующим 39-й общевойсковой армией в Забайкальском военном округе (октябрь 1987 — октябрь 1988), 1-м заместителем командующего (октябрь 1988 — август 1991) и командующим (31 августа 1991 — 17 июля 1996) войсками Забайкальского военного округа, начальником Военной академии Генерального штаба Вооружённых Сил (17 июля 1996 — 8 августа 1999), в распоряжении Министра обороны РФ (1999—2001).
В мае 2001 года уволен в отставку по состоянию здоровья.
Является Председателем совета Региональной общественной организации ветеранов Военной академии Генерального штаба Вооружённых Сил Российской Федерации.
Награждён орденами Трудового Красного Знамени, «За службу Родине в Вооружённых Силах СССР» 3-й степени, «За военные заслуги», медалями.